# At the Beeb
At the Beeb е албум, записан на живо на английската рок група Куийн, издаден на грамофонна плоча, касета и компакт диск през 1989 година. Впоследствие той през 1995 година е издаден и в САЩ под заглавие „Queen at the BBC“ на компакт диск и като ограничено издание на плоча.
Албумът се състои от песни, записани в две сесии за „Радио Би Би Си 1“ за програмата „Звукът на 70-те години“. Първите четири песни са записани на 5 февруари 1973 година, а останалите на 3 декември 1973 година.
Всички песни се появяват в албума Queen с изключение на „Ogre Battle“, която се появява в Queen II. Въпреки това, версиите, поместени в „At the Beeb“ се различават от оригиналните версии, които са близки до тези изпълнени на живо. Това най-много се забелязва в „Ogre Battle“, където песента започва веднага с китарен риф (без никакво интро) и без останалите ефекти, версията в Queen II с малко по-полиран звук

### Диск едно
1. My Fairy King (Меркюри) – 4:06
2. Keep Yourself Alive (Мей) – 3:48
3. Doin’ Alright (Мей/Тим Стейфъл) – 4:10
4. Liar (Меркюри) – 6:28

### Диск две
1. Ogre Battle (Меркюри) – 3:57
2. Great King Rat (Меркюри) – 5:56
3. Modern Times Rock ’n’ Roll (Тейлър) – 2:00
4. Son and Daughter (Мей) – 7:08

## Състав
- Фреди Меркюри: водещи вокали, пиано, китара
- Брайън Мей: китари, клавиши, задни вокали
- Роджър Тейлър: барабани, ударни, задни вокали
- Джон Дийкън: бас, задни вокали

|  | Тази страница частично или изцяло представлява превод на страницата At the Beeb в Уикипедия на английски. Оригиналният текст, както и този превод, са защитени от Лиценза „Криейтив Комънс – Признание – Споделяне на споделеното“, а за съдържание, създадено преди юни 2009 година – от Лиценза за свободна документация на ГНУ. Прегледайте историята на редакциите на оригиналната страница, както и на преводната страница, за да видите списъка на съавторите. ВАЖНО: Този шаблон се отнася единствено до авторските права върху съдържанието на статията. Добавянето му не отменя изискването да се посочват конкретни източници на твърденията, които да бъдат благонадеждни. |